# Krzyż Honorowy Cywilny
Krzyż Honorowy Cywilny (niem. Zivil-Ehrenkreuz) – odznaczenie cywilne Cesarstwa Austrii za zasługi podczas wojen napoleońskich w latach 1813–1814, ustanowione 26 maja 1815 przez cesarza Franciszka I. Nadawany był w trzech stopniach: wielki złoty, złoty i srebrny.
Odznakę odznaczenia stanowił krzyż kawalerski, w zależności od stopnia ze srebra lub złota, o wym. 30 × 30 mm (stopień wielki złoty miał 45 × 45 mm). Na awersie umieszczono napis  „GRATI PRINCEPS ET PATRIA FRANC · IMP · AUG” (cesarz Franciszek w dowód wdzięczności księcia i ojczyzny). Na rewersie napis „EUROPAE LIBERTATE ASSERTA MDCCCXIII/MDCCCXIV” (niosącym wolność Europie 1813–1814). Wstążka krzyża miała 38 mm szer., była czarna z szerokimi, żółtymi krawędziami o szer. 13 mm każdy  (stopień wielki złoty miał wstęgę o szer. 43 mm z paskami po 15 mm).
Ogółem nadano 1 wielki złoty (tylko dla Klemensa von Metternicha), 38 złotych i 154 srebrne. Jego wojskowym odpowiednikiem był ustanowiony rok wcześniej Krzyż Armatni, którego kształt posłużył za wzór przy tworzeniu Krzyża Wojskowego Karola w 1916.